# Почтовые марки России (1997)

Почтовые марки России (1997) — каталог знаков почтовой оплаты (марок, блоков, листов), введённых в обращение «Почтой России» в 1997 году.
Всего в этом году было выпущено 86 почтовых марок, 4 почтовых блока и 8 малых листов.

## Список коммеморативных марок
Порядок следования элементов в таблице соответствует номеру по каталогу марок России на официальном сайте издатцентра «Марка», в скобках приведены номера по каталогу «Михель».
| № | Изображение | Описание | Номинал                                         | Дата        | Тираж           | Художник               | П      |
| --- | ----------- | --- | ----------------------------------------------- | ----------- | --------------- | ---------------------- | ------ |
| № 333 (Mi #554) № 334 (Mi #555) № 335 (Mi #556) № 336 (Mi #557) № 337 (Mi #558) |             | Декоративные кустарники России: - Айва японская (Chaenomeles japonica Lindl). - Миндаль трёхлопастный (Amygdalus triloba Ricker). - Ракитник венечный (Cytisus scoparius L.). - Роза бедренцеволистная (Rosa pimpinellifolia L.). - Чубушник венечный (Philadelphus coronaries L.). | 500.00 1,000.00 руб.                            | 21 января   | 350 000         | Раков Г.               | [ 3 ]  |
| № 338 (Mi #559BL16) |             | 850-летие Москвы. Башни Московского Кремля: Константино-Еленинская (1490), Набатная (1495), Царская (1680) и Спасская (1491). Покровский собор (1555—1561). Памятный текст: «Москва впервые упоминается в летописи в 1147 году». | 3,000.00 руб.                                   | 20 февраля  | 300 000         | Плетнев А.             | [ 4 ]  |
| № 339 (Mi #560) |             | Международный музыкальный фестиваль «Д. Д. Шостакович и мировая музыкальная культура» (1996—1997) под патронажем газеты «Известия». Портрет Дмитрия Дмитриевича Шостаковича (1906—1975), нотная запись и факсимиле композитора, струнный квартет музыкантов. | 1,000.00 руб.                                   | 26 февраля  | 300 000         | Арцименев Ю.           | [ 5 ]  |
| № 340 (Mi #561BL17) |             | 500-летие изображения двуглавого орла в качестве государственного символа России. Современный Герб Российской Федерации на красном геральдическом щите, герб Ивана III (1497), герб Российской империи (1883). | 3,000.00 руб.                                   | 20 марта    | 250 000         | Слонов М.              | [ 6 ]  |
| № 346 (Mi #567) |             | 850 лет Вологде. Герб Вологды, Софийский собор (1568—1570 гг.) Восьмигранная колокольня Софийского собора (1654—1659 гг., перестроена в XIX в.), церковь Иоанна Златоуста (XVII в.), дом адмирала И. Я. Барша (1728—1806). | 1,000.00 руб.                                   | 10 апреля   | 300 000         | Плетнев А.             | [ 7 ]  |
| № 354 (Mi #575) |             | Истории и легенды. Былина «Вольга». Выпуск по программе «Европа». Иллюстрация художника И. Я. Билибина к былине «Вольга» (1902). | 1,500.00 руб.                                   | 5 мая       | 300 000         | Слонов М.              | [ 8 ]  |
| № 355 (Mi #576) № 356 (Mi #577) № 357 (Mi #578) № 358 (Mi #579) № 359 (Mi #580) № 360 (Mi #581) № 361 (Mi #582) № 362 (Mi #583) № 363 (Mi #584) № 364 (Mi #585) № 355—364 (Mi #576—585KB) |             | 850-летие Москвы. Москва историческая: - Храм Христа Спасителя (1837—1883). - Башни Московского Кремля. - Архитектурные достопримечательности Москвы. - Покровский собор (1555—1561), Спасская башня Московского Кремля (1491), церковь Троицы в Никитниках (1631—1634). - Троицкая башня Московского Кремля (1499), икона «Чудо Георгия о змие» (XVI в.). - Страница Ипатьевской летописи с первым упоминанием о Москве в 1147 году. - Московский князь Даниил Александрович (1261—1303), Данилов монастырь (1282). - Фрагмент летописной миниатюры XVI в. - Фрагмент летописной миниатюры «Венчание Ивана IV на царство». - Фрагмент плана Москвы конца XVI в. — «Петров чертёж». | 1,000.00 руб.                                   | 22 мая      | 250 000         | Беляев С.              | [ 9 ]  |
| № 365 (Mi #586) № 366 (Mi #587) № 367 (Mi #588) № 368 (Mi #589) (Mi #589KB) № 369 (Mi #590)                                                                                               |             | Вертолёты: - Вертолет Ми-14. - Первый советский специализированный военный вертолет Ми-24. - Вертолет Ми-26. - Военный вертолет Ми-28. - Патрульный вертолет Ми-34. | 500.00 1,000.00 2,000.00 2,500.00 руб.          | 28 мая      | 250 000 60 000  | Бабин Н.               | [ 10 ] |
| № 370 (Mi #591) № 371 (Mi #592) № 372 (Mi #593) № 373 (Mi #594) № 374 (Mi #595) № 370—374 (Mi #591—595KB)                                                                                 |             | К 200-летию со дня рождения А. С. Пушкина (1799—1837). Иллюстрации к сказкам по образам и элементамы рисунков И. Я. Билибина, Д. Н. Буторина и В. М. Конашевича: - Сказка о попе и о работнике его Балде (1830). - Сказка о царе Салтане (1831). - Сказка о рыбаке и рыбке (1833). - Сказка о мёртвой царевне и семи богатырях (1833). - Сказка о золотом петушке (1834). | 500.00 1,000.00 1,500.00 2,000.00 3,000.00 руб. | 6 июня      | 350 000         | Арцименев Ю.           | [ 11 ] |
| № 375 (Mi #596) |             | 100-летие дипломатических отношений между Россией и Таиландом. Большой дворец и фонтан «Большой каскад» Петродворца, храм Бентьамабопит (Мраморный храм), являющийся памятником королю Таиланда Чулалонгкорну, или Раме V (1868—1910), во время визита которого в 1897 г. в Санкт-Петербург были установлены дипломатические отношения между Россией и Таиландом, тексты: «100-летие дипломатических отношений» и «Россия-Таиланд», написанный на русском и тайском языках. | 1,500.00 руб.                                   | 20 июня     | 250 000         | Арцименев Ю.           | [ 12 ] |
| № 376 (Mi #597) № 377 (Mi #598) № 378 (Mi #599) № 379 (Mi #600) № 380 (Mi #601) № 376—380 (Mi #597—601)                                                                                   |             | Животный мир России: - Летяга (Pteromys volans). - Рысь (Felis lynx). - Глухарь (Tetrao urogallus). - Выдра (Lutra Lutra). - Большой кроншнеп (Numenius arguata). | 500.00 750.00 1,000.00 2,000.00 3,000.00 руб.   | 10 июля     | 350 000         | Козлов И.              | [ 13 ] |
| № 381 (Mi #603) № 382 (Mi #606) № 383 (Mi #604) № 384 (Mi #605) № 385 (Mi #602) |             | Россия. Регионы: - Архангельская область. Пейзаж в центральной части Архангельской области, обелиск «Север» (1929—1930), Вознесенская церковь из деревни Кушерека Онежского района (1669) и Музей деревянного зодчества в селе Малые Корелы. - Калининградская область. Берег Балтийского моря в районе климатического курорта г. Светлогорска и солнечные часы, установленные на приморском пляже, здание Музея янтаря в г. Калининграде. - Краснодарский край. Черноморское побережье Краснодарского края в районе г. Новороссийска и пассажирский лайнер, судовой якорь. - Республика Саха (Якутия). Долина крупнейшей в Якутии реки Лены с известняковыми склонами (Ленские столбы), фрагмент памятника в честь героев Великой Отечественной войны 1941—1945 гг. в г. Якутске — барельеф, посвященный якутскому эпосу «Олонхо» (1990—1995 гг.). - Камчатская область. Пейзаж Восточной Камчатки с высшей точкой Дальнего Востока — вулканом Ключевская сопка (4850 м), вид с моря на порт Петропавловск-Камчатский и стела с изображением пакетботов «Святой Петр» (1973) в г. Петропавловске-Камчатском, Долина гейзеров в Восточной Камчатке. | 1,500.00 руб.                                   | 15 июля     | 300 000         | Керносов А.            | [ 14 ] |
| № 386 (Mi #607) № 387 (Mi #608) № 388 (Mi #609) |             | Клёпа — новый детский персонаж: - Клёпа на воздушных шариках. - Клёпа на дельтаплане. - Клёпа на русской тройке. | 500.00 1,000.00 1,500.00 руб.                   | 25 июля     | 250 000         | Насыров Л.             | [ 15 ] |
| № 389 (Mi #610) № 390 (Mi #611) № 389—390 (Mi #610-611KB) |             | Всемирная филателистическая выставка «Москва-97»: - Первые марки России (1858) и РСФСР (1918). Башни Московского Кремля — Набатная (1495) и Спасская (1491). - Почтовая марка первого стандартного выпуска стандартных марок Российской Федерации (1992). Эмблема выставки и ее талисман — горностай. | 1,500.00 руб.                                   | 5 августа   | 350 000 70 000  | Плетнев А.             | [ 16 ] |
| № 391 (Mi #618) |             | 50 лет независимости Индии. «Львиная капитель» — государственный герб Индии на фоне государственного флага Индии, тексты: «50 лет независимости Индии» (на русском языке) и «Правда победит» — надпись с государственного герба Индии (на хинди). | 500.00 руб.                                     | 15 августа  | 250 000         | Пекарская М.           | [ 17 ] |
| № 392 (Mi #612) № 393 (Mi #613) № 394 (Mi #614) № 395 (Mi #615) № 396 (Mi #616) № 397 (Mi #617BL18)                                                                                       |             | История Российского государства. Реформы Петровского времени: - Строительство Санкт-Петербурга. Пётр I, обсуждающий ход строительства новой российской столицы, остов строящегося корабля и силуэт Петропавловской крепости (1703), герб Санкт-Петербурга среди предметов, символизирующих строительство города. - Военные реформы. Создание регулярной армии и флота. Пётр I, вручающий знамя командиру Преображенского полка, одного из первых полков русской армии, вид на Адмиралтейскую верфь (1705) Санкт-Петербурга, полковой знак лейб-гвардии Преображенского полка, лента гвардейской славы и образцы оружия эпохи Петра I. - Северная война. Борьба за выход к Балтийскому морю. Момент захвата шведских кораблей русскими войсками, звезда и знак первого русского ордена Святого Андрея Первозванного (1698) среди атрибутов военно-морской славы эпохи Северной войны. - Административные реформы. Заседание Сената под руководством Петра I, государственный герб России, здания, где проводились заседания Сената. - Реформы в области культуры и просвещения. Петр I, принимающий экзамен у учащегося математико-навигацкой (морской) школы, открытой в 1701 г. в здании Сухаревской башни (1692—1701 гг.) в Москве, рисунок, символизирующий замену церковно-славянского шрифта гражданским, атрибуты научного труда. - Портрет Петра I по картине голландских художников Я. Хубракена (1698—1748) и К. Моора (1656—1738). Личный царский штандарт с географическими картами — символами четырех морей: Белого, Каспийского, Чёрного и Балтийского, изображение Петропавловской крепости и идущих в строю линейного корабля, брига и галеры. | 2,000.00 5,000.00 руб.                          | 15 августа  | 350 000 200 000 | Зайцев Л.              | [ 18 ] |
| № 398 (Mi #619) |             | 50 лет современному пятиборью в России. Пиктографическое изображение видов спорта, которые включены в соревнования по пятиборью: верховая езда с преодолением препятствий, фехтование на шпагах, стрельба из пистолета, плавание и легкоатлетический кросс. | 1,000.00 руб.                                   | 1 сентября  | 250 000         | Тарасов А. Кузнецов А. | [ 19 ] |
| № 399 (Mi #620) |             | 100 лет российскому футболу. Эпизоды игры в футбол, силуэт Петропавловской крепости, напоминающий о месте проведения первого футбольного матча между российскими командами в Санкт-Петербурге 25 октября 1897 года. | 2,000.00 руб.                                   | 4 сентября  | 350 000         | Зайцев Л.              | [ 20 ] |
| № 400 (Mi #621) |             | 16 сентября — Всемирный день охраны озонового слоя. Композиция, символизирующая опасность проникновения на Землю космических излучений через разрушенный озоновый слой. | 1,000.00 руб.                                   | 16 сентября | 250 000         | Тарасов А.             | [ 21 ] |
| № 401 (Mi #622) |             | Россия — 39-й член Совета Европы. Саммит Совета Европы. Дворец Европы в г. Страсбурге (Франция), где 10—11 октября 1997 г. состоялся саммит, государственный флаг Российской Федерации и эмблема Европейского сообщества, текст: «Демократическая безопасность и социальная стабильность в единой Европе XXI века». | 1,000.00 руб.                                   | 1 октября   | 250 000         | Арцименев Ю.           | [ 22 ] |
| № 402 (Mi #623) (Mi #623KB) № 403 (Mi #624) (Mi #624KB) № 404 (Mi #625) (Mi #625KB) № 405 (Mi #626) (Mi #626KB)                                                                           |             | 100 лет Государственному Русскому музею: - «Борис и Глеб». Икона начала XIV в. - И. Е. Репин. «Бурлаки на Волге» (1870—1873). - М. З. Шагал. «Прогулка». (1917). - Б. М. Кустодиев. «Купчиха за чаем». (1918). | 500.00 1,000.00 1,500.00 2,000.00 руб.          | 12 ноября   | 480 000 60 000  | Жаров А.               | [ 23 ] |
| № 406 (Mi #627BL19) |             | А. С. Пушкин. «Евгений Онегин». Совместный выпуск России и Израиля. Рисунок Пушкина с воображаемой встречей с Онегиным на набережной Невы к первой главе романа, автопортрет (1829) и факсимиле поэта, обложка первого издания романа «Евгений Онегин» (1825) на фоне страницы его рукописи. Портрет переводчика романа Авраама Шлёнского и его факсимиле, титульный лист издания романа «Евгений Онегин» на иврите (1953), текст: «Авраам Шленский — еврейский поэт, переводчик «Евгения Онегина» на иврит». | 3,000.00 руб.                                   | 19 ноября   | 200 000         | Пекарская М.           | [ 24 ] |

## Второй выпуск стандартных марок
Порядок следования элементов в таблице соответствует номеру по каталогу марок России на официальном сайте издатцентра «Марка», в скобках приведены номера по каталогу «Михель».
| № | Изображение | Описание | Номинал                                                     | Дата      | Тираж     | Художник     | П      |
| --- | ----------- | --- | ----------------------------------------------------------- | --------- | --------- | ------------ | ------ |
| № 341 (Mi #562v) № 342 (Mi #563v) № 343 (Mi #564v) № 344 (Mi #565v) № 345 (Mi #566v)                                          |             | Второй выпуск стандартных почтовых марок Российской Федерации. Продолжение серии: - Эмблема организаций федеральной почтовой связи Российской Федерации. - Святой Георгий (Георгий Победоносец) — один из наиболее почитаемых христианских святых Древней Руси. - Государственный флаг и Государственный герб Российской Федерации. - Электроэнергетика. Опоры линий электропередачи и фрагмент турбины. - Спасская башня Московского Кремля и Большой Кремлёвский дворец. | 500.00 750.00 1,000.00 1,500.00 2,500.00 руб.               | 31 марта  | 3 000 000 | Арцименев Ю. | [ 25 ] |
| № 341А (Mi #562w) № 342А (Mi #563w) № 343А (Mi #564w) № 344А (Mi #565w) № 345А (Mi #566w)                                     |             | Второй выпуск стандартных почтовых марок Российской Федерации. Продолжение серии: - Эмблема организаций федеральной почтовой связи Российской Федерации. - Святой Георгий (Георгий Победоносец) — один из наиболее почитаемых христианских святых Древней Руси. - Государственный флаг и Государственный герб Российской Федерации. - Электроэнергетика. Опоры линий электропередачи и фрагмент турбины. - Спасская башня Московского Кремля и Большой Кремлёвский дворец. | 500.00 750.00 1,000.00 1,500.00 2,500.00 руб.               | 10 июня   | массовый  | Арцименев Ю. | [ 26 ] |
| № 347 (Mi #568v) № 348 (Mi #569v) № 349 (Mi #570v) № 350 (Mi #571v) № 351 (Mi #572v) № 352 (Mi #573v) № 353 (Mi #574v)        |             | Второй выпуск стандартных почтовых марок Российской Федерации. Продолжение серии: - Сельское хозяйство. Зерноуборочные комбайны. - Нефтяная промышленность. Морские буровые платформы и буровое судно. - Экология. Охрана животного мира. Белые журавли — стерхи. - Радиовещание и телевидение. Останкинская телевизионная башня в Москве. - Железнодорожный транспорт. Электровоз. - Космическая связь. Спутник связи «Луч». - Искусство. Музыка. Пианист на фоне органа. | 100.00 150.00 250.00 300.00 2,000.00 3,000.00 5,000.00 руб. | 30 апреля | 3 000 000 | Арцименев Ю. | [ 27 ] |
| № 347А (Mi #568w) № 348А (Mi #569w) № 349А (Mi #570w) № 350А (Mi #571w) № 351А (Mi #572w) № 352А (Mi #573w) № 353А (Mi #574w) |             | Второй выпуск стандартных почтовых марок Российской Федерации. Продолжение серии: - Сельское хозяйство. Зерноуборочные комбайны. - Нефтяная промышленность. Морские буровые платформы и буровое судно. - Экология. Охрана животного мира. Белые журавли — стерхи. - Радиовещание и телевидение. Останкинская телевизионная башня в Москве. - Железнодорожный транспорт. Электровоз. - Космическая связь. Спутник связи «Луч». - Искусство. Музыка. Пианист на фоне органа. | 100.00 150.00 250.00 300.00 2,000.00 3,000.00 5,000.00 руб. | 10 июня   | массовый  | Арцименев Ю. | [ 28 ] |

## Комментарии
1. ↑  Ниже приведён перечень коммеморативных марок (с возможностью сортировки по номиналу, тиражу и дате введения в обращение).
2. ↑  Ниже приведён перечень стандартных марок (с возможностью сортировки по номиналу, тиражу и дате введения в обращение).